# Upper Lake
Upper Lake is een plaats (census-designated place) in de Amerikaanse staat Californië, en valt bestuurlijk gezien onder Lake County.

## Demografie
Bij de volkstelling in 2000 werd het aantal inwoners vastgesteld op 989.

## Geografie
Volgens het United States Census Bureau beslaat de plaats een oppervlakte van
15,5 km², waarvan 15,0 km² land en 0,5 km² water. Upper Lake ligt op ongeveer 410 m boven zeeniveau.

## Plaatsen in de nabije omgeving
De onderstaande figuur toont nabijgelegen plaatsen in een straal van 24 km rond Upper Lake.